# Fourilles
Fourilles ist eine zentralfranzösische Gemeinde mit 191 Einwohnern (Stand: 1. Januar 2022) im Département Allier in der Region Auvergne-Rhône-Alpes (vor 2016 Auvergne). Sie gehört zum Arrondissement Vichy und ist Mitglied im Gemeindeverband Communauté de communes Saint-Pourçain Sioule Limagne. Die Bewohner werden Fourillois und Fourilloises genannt.

## Geographie

### Lage
Fourilles liegt in der Landschaft des Bourbonnais, etwa 23 Kilometer nordwestlich von Vichy.

### Gewässer
Das Gemeindegebiet wird vom Fluss Bouble und seinem Zufluss Boublon durchquert.

### Nachbargemeinden
Umgeben ist Fourilles von den Nachbargemeinden Fleuriel im Norden und Nordwesten, Chareil-Cintrat im Osten und Nordosten, Étroussat im Osten und Südosten, Ussel-d’Allier im Süden sowie Chantelle im Westen und Südwesten.

## Bevölkerungsentwicklung
| Jahr      | 1962 | 1968 | 1975 | 1982 | 1990 | 1999 | 2011 | 2019 |
| Einwohner | 277  | 264  | 237  | 198  | 194  | 188  | 209  | 191  |

## Sehenswürdigkeiten
- Kirche St. Saturnin
- Schloss Fourilles

## Persönlichkeiten
- Adelaïde Blaise François Le Lièvre de La Grange (1766–1833), General der Kavallerie, Marquis von Fourilles